# Generosidade
Generosidade  é a virtude de ser generoso em dar, muitas vezes como presentes. A generosidade é considerada uma virtude por várias religiões e filosofias mundiais e é frequentemente celebrada em cerimônias culturais e religiosas. A investigação científica sobre a generosidade examinou o efeito de uma série de cenários e jogos na generosidade dos indivíduos e as possíveis ligações com neuroquímicos como a oxitocina e a relação com sentimentos semelhantes, como a empatia .

## Outros usos
Generosidade às vezes é usada para denotar caridade (a virtude de dar sem esperar nada em troca). Pode envolver a oferta de tempo, bens ou talentos para ajudar alguém necessitado. Em tempos de desastres naturais, os esforços de socorro são frequentemente prestados, voluntariamente, por indivíduos ou grupos agindo unilateralmente em doações de tempo, recursos, bens, dinheiro, etc... A generosidade, ou caridade, é mais impactante na vida de um indivíduo quando não é fornecida sob a ordem direta ou orientação de uma organização. Muitas pessoas tendem a sentir mais alegria e satisfação quando podem mudar a vida de alguém por meio de atos pessoais de generosidade. Portanto, a generosidade é um princípio orientador para muitas instituições de caridade, fundações, organizações sem fins lucrativos registradas, etc..
Embora o termo generosidade muitas vezes ande de mãos dadas com a caridade, muitas pessoas aos olhos do público querem reconhecimento por suas boas ações. Doações são necessárias para apoiar organizações e comitês, no entanto, a generosidade não deve se limitar a momentos de grande necessidade, como desastres naturais e situações extremas. Indivíduos, bem como organizações, devem sempre procurar cometer atos de generosidade quando e onde forem necessários .

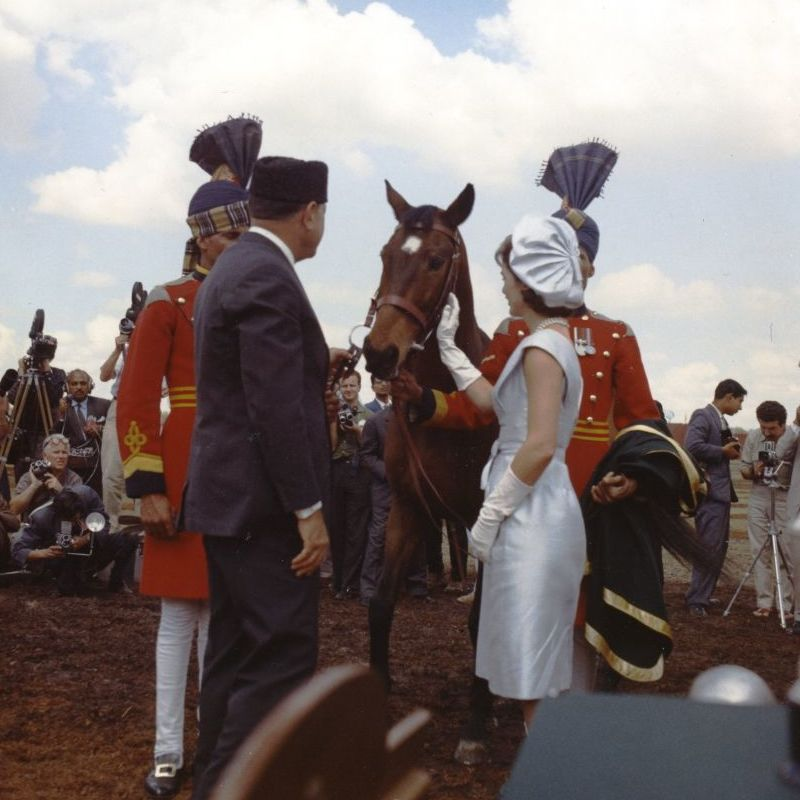
Mohammed Ayub Khan, o segundo presidente do Paquistão presenteando Jackie Kennedy com um capão, 1962

## Etimologia
A palavra inglesa moderna generosidade deriva da palavra latina ''generōsus'', que significa "de nascimento nobre", que por sua vez foi transmitida ao inglês através da palavra francesa antiga généreux . O radical latino gener– é o radical declinante de gender, significando "parente", "clã", "raça" ou "estoque", com a raiz indo-européia significando gen sendo "gerar". A mesma raiz dá origem às palavras gênese, nobreza, gênero, genital, gentio, genealogia e gênio, entre outras.

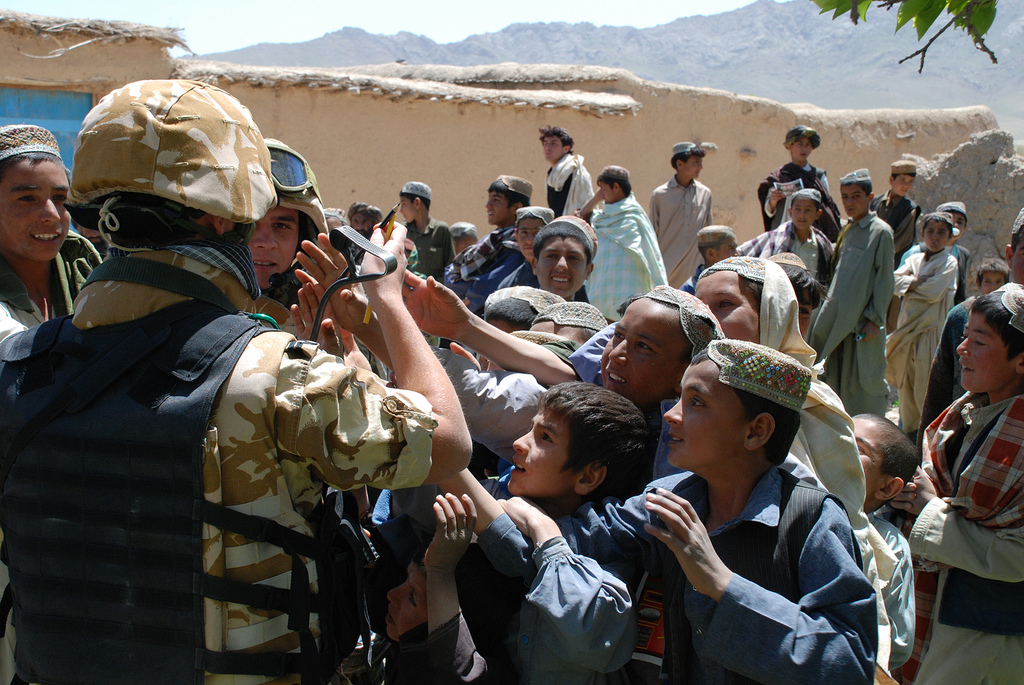
Membros do exército romeno distribuindo presentes a crianças no Afeganistão, 2009

A maioria dos usos ingleses registrados da palavra generoso até e durante o século XVI refletem um sentido aristocrático de ser de linhagem nobre ou nobre nascimento. Ser generoso era literalmente uma forma de dizer que a pessoa pertencia à nobreza.
Durante o século XVII, no entanto, o significado e o uso da palavra começaram a mudar. Generosidade passou a identificar cada vez mais não a herança familiar literal, mas uma nobreza de espírito associada ao nascimento nobre - isto é, com várias qualidades admiráveis que agora podem variar de pessoa para pessoa, dependendo não da história da família, mas se uma pessoa realmente possuía as qualidades. Desta forma, a generosidade passou cada vez mais no século XVII a significar uma variedade de traços de caráter e ação historicamente associados (seja com precisão ou não) com os ideais de nobreza real: bravura, coragem, força, riqueza, gentileza e justiça. Além de descrever essas diversas qualidades humanas, generoso tornou-se uma palavra durante esse período usada para descrever a terra fértil, a força das raças de animais, provisões abundantes de alimentos, cores vibrantes, força da bebida e a potência da medicina .
Então, durante o século 18, o significado de generosidade continuou a evoluir em direções denotando o significado contemporâneo mais específico de munificência, generosidade e liberalidade na doação de dinheiro e posses a outros. Esse significado mais específico passou a dominar o uso do inglês no século XIX. Ao longo dos últimos cinco séculos no mundo de língua inglesa, a generosidade evoluiu de ser principalmente a descrição de um status atribuído pertencente à nobreza de elite para ser uma marca alcançada de admirável qualidade pessoal e ação capaz de ser exercida em teoria por qualquer pessoa que tivesse aprendido virtude e caráter nobre (Smith 2009) .

## Na religião

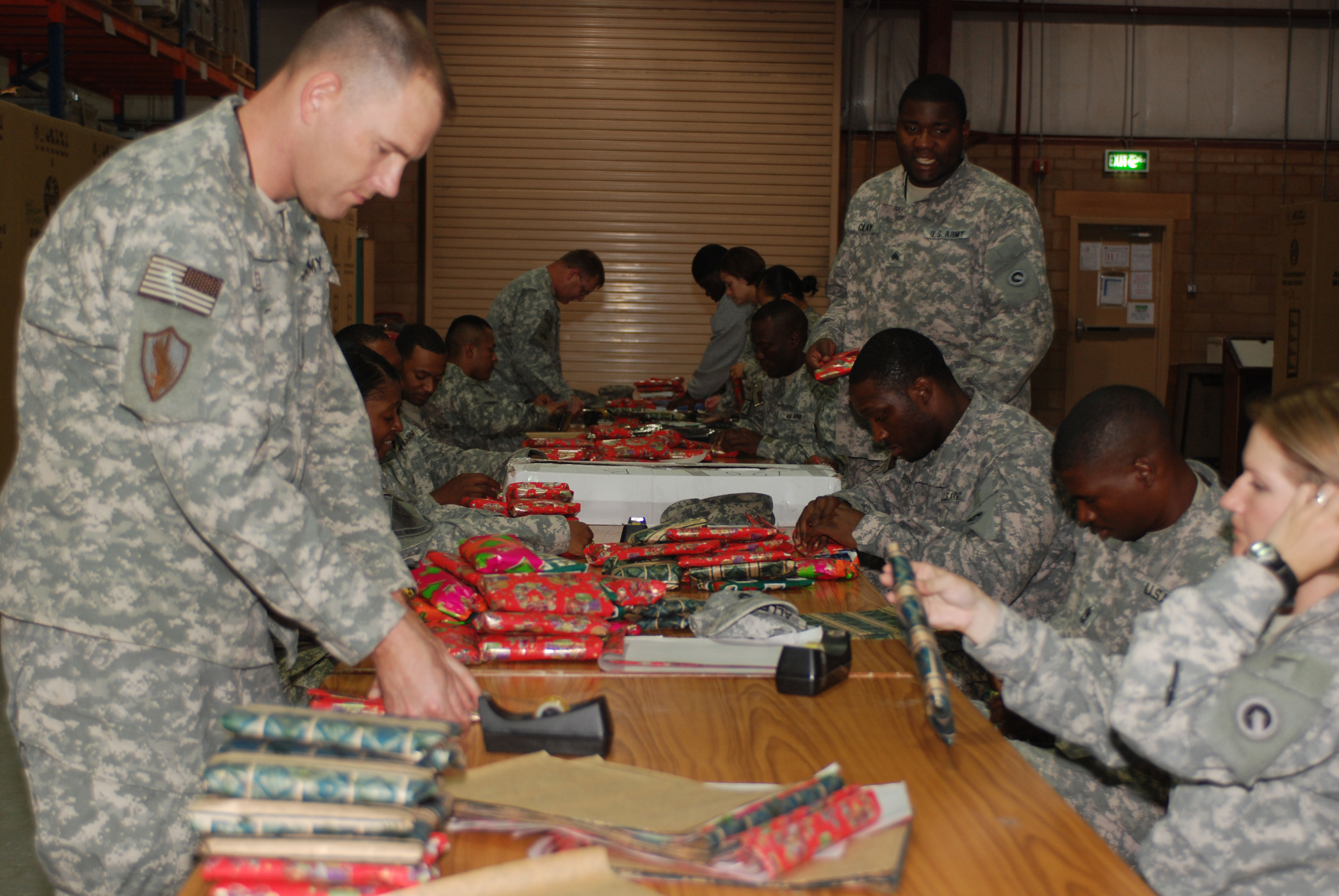
Membros do 1º Comando de Sustentação do Exército dos EUA embrulham presentes de Natal para soldados estacionados ou de passagem pelo Kuwait, 2008

No budismo, a generosidade é uma das Dez Perfeições e é o antídoto para o veneno auto-escolhido chamado ganância . A generosidade é conhecida como dāna nas escrituras religiosas orientais.
No Islã, o Alcorão afirma que tudo o que alguém dá generosamente, com a intenção de agradar a Deus, Ele o substituirá. Deus sabe o que está no coração dos homens. Dize: “Verdadeiramente, meu Senhor aumenta a provisão para quem Ele deseja de Seus servos, e também a restringe) para ele, e tudo o que você gastar de qualquer coisa (na Causa de Deus), Ele o substituirá. E Ele é o Melhor dos provedores.” (Alcorão 34:39)
No Cristianismo, nos Atos dos Apóstolos, o Apóstolo Paulo relata que Jesus havia dito que dar é melhor do que receber ( Atos 20:35 ), embora os evangelhos não registrem isso como um dito de Jesus . Em sua primeira carta a Timóteo, Paulo diz aos cristãos ricos que eles devem ser "generosos e dispostos a compartilhar". (1 Timóteo 6:18) A tradição cristã posterior desenvolveu ainda mais o conceito da virtude da caridade .

## Na filosofia
Immanuel Kant também contempla a generosidade de forma universal e desinteressada em sua formulação e desenvolvimento do imperativo categórico .

### em conhecimento
- A Missionary Church of Kopimism diz que todo conhecimento é para todos e copiar ou compartilhar informações é sagrado.
- Segundo a Bíblia, não adianta ter todo o conhecimento do mundo, sem o desejo de caridade (partilha):
- Na Bíblia, a obstrução do fluxo de conhecimento é sugerida como sendo a destruição da humanidade:
- Vidya Daan (विद्या दान) traduzido como caridade do conhecimento, um conceito em daan, é um princípio de todas as religiões dhármicas que também valoriza o compartilhamento do conhecimento.[3][4]
- Gyan yoga / Jnana yoga (ज्ञान योग) traduzido como exercício de sabedoria ou caminho do conhecimento, é a busca sagrada pelo conhecimento verdadeiro, em todas as religiões Dharmicas.
- No hinduísmo, o conhecimento correto é uma forma de Deus, e qualquer conhecimento escrito ou registrado é considerado sagrado, a ser protegido da obscuridade:

अपूर्व: कोपि कोशोयं विद्यते तव भारति |

- Tradução: Oh Deusa Saraswati, seu tesouro de conhecimento ( Vidya ) é realmente incrível! Se usado (compartilhado) cresce e se não usado (obscurecido) encolhe!
- No Islã, o profeta Muhammad disse: " A sabedoria é propriedade perdida dos fiéis; onde quer que ele a encontre, ele tem o direito de tomá-la "[5]

Muhammad também disse: "Quem quer que seja questionado sobre um conhecimento que ele conhece e depois o esconde e o mantém afastado, ele será refreado no dia do julgamento com um freio de fogo."

## Pesquisa e bolsa de estudos
A pesquisa mostrou que a generosidade está associada à empatia . Nesta pesquisa, por Paul J. Zak e colegas e publicada na Public Library of Science ONE, o peptídeo oxitocina ou placebo foi administrado a cerca de 100 homens e eles tomaram várias decisões em relação ao dinheiro. Um deles, o Dictator Game, foi usado para medir o altruísmo, pedindo às pessoas que fizessem uma transferência unilateral de $ 10 que receberam dos pesquisadores para um estranho no laboratório; a oxitocina não teve efeito sobre o altruísmo . Outra tarefa, o Jogo do Ultimato, foi usada para medir a generosidade. Nesse jogo, uma pessoa recebeu $ 10 e foi convidada a oferecer uma parte para outra pessoa no laboratório, tudo feito por computador. Se a segunda pessoa não gostasse da divisão, ela poderia rejeitá-la (por exemplo, se fosse mesquinha) e ambas as pessoas receberiam zero. Em uma reviravolta inteligente, os pesquisadores disseram aos participantes que eles seriam escolhidos aleatoriamente para ser a pessoa que faria a oferta ou a pessoa que responderia a ela. Isso exigia que a pessoa que fazia a oferta considerasse explicitamente a perspectiva do outro. A generosidade foi definida como uma oferta maior do que o valor mínimo necessário para a aceitação. A ocitocina aumentou a generosidade em 80% em comparação com o placebo. Além disso, a oxitocina foi quantitativamente duas vezes mais importante na predição da generosidade do que o altruísmo.
A pesquisa indica que os indivíduos de renda mais alta são menos generosos do que os indivíduos mais pobres, e que uma maior desigualdade econômica percebida leva os indivíduos de renda mais alta a serem menos generosos.
A ciência da iniciativa da generosidade na Universidade de Notre Dame está investigando as fontes, origens e causas da generosidade; manifestações e expressões de generosidade; e as consequências da generosidade tanto para os doadores quanto para os receptores envolvidos. Generosidade para os propósitos deste projeto é definida como a virtude de dar coisas boas aos outros com empatia e abundância.
A situação externa foi estudada por Milan Tsverkova e Michael W. Macy. O contágio social da generosidade afetou o nível de generosidade das pessoas. Foram estudados dois métodos, reciprocidade generalizada e influência de terceira paridade (a observação do comportamento de generosidade dos outros), de contágio do comportamento de generosidade. Os resultados mostram que esses métodos estão melhorando a frequência da generosidade; no entanto, a vontade de contribuir também causa efeito de espectador que diminui a frequência de comportamentos de generosidade.
A punição entre pares é significativa na cooperação em grupos humanos. No nível imediato de análise, é preciso uma ação punitiva para explicar a quantidade de tempo de forma teórica. Quaisquer participantes de punidores e não punidores foram selecionados para interagir uns com os outros durante os experimentos de laboratório. Os pesquisadores investigam o jogo da confiança aos punidores como punição de seu egoísmo, comparando qualquer argumento dos não punidores se eles entenderam o ato de generosidade. O dinheiro pode mudar a atmosfera entre punidores e não punidores. Como resultado, os punidores não confiam mais do que os não punidores. Eles acreditam na generosidade que é algo para decidir o que é capaz de ser confiável.